# McKinnon
McKinnon è un census-designated place degli Stati Uniti d'America, situato nella Contea di Sweetwater nello stato del Wyoming. Nel censimento del 2000 la popolazione era di 49 abitanti.

## Geografia fisica
Secondo i rilevamenti dell'United States Census Bureau, la località di McKinnon si estende su una superficie di 79,9 km², tutti occupati da terre.

## Popolazione
Secondo il censimento del 2000, a McKinnon vivevano 49 persone, ed erano presenti 14 gruppi familiari. La densità di popolazione era di 0,6 ab./km². Nel territorio comunale si trovavano 28 unità edificate. Per quanto riguarda la composizione etnica degli abitanti, il 93,88% era bianco e il 6,12% apparteneva ad altre razze. La popolazione di ogni razza ispanica corrispondeva al 6,12% degli abitanti.
Per quanto riguarda la suddivisione della popolazione in fasce d'età, il 26,5% era al di sotto dei 18, l'8,2% fra i 18 e i 24, il 32,7% fra i 25 e i 44, il 22,4% fra i 45 e i 64, mentre infine il 10,2% era al di sopra dei 65 anni di età. L'età media della popolazione era di 38 anni. Per ogni 100 donne residenti vivevano 113,0 uomini.